# Бум (фильм, 1963)
«Бум» (итал. Il Boom) — итальянская чёрно-белая кинокомедия режиссёра Витторио Де Сика. Премьера фильма состоялась 30 августа 1963 года.

## Сюжет
Главный герой фильма, Джованни Альберти, начинающий застройщик в годы экономического бума в Италии. Он изо всех сил стремится обеспечить высокий уровнь жизни своей красивой и легкомысленной жене Сильвии.
Сильвия ─ генеральская дочка, привыкшая к обеспеченной жизни. Для неё большая квартира в престижном районе, автомобиль, ужины с друзьми в ресторанах с друзьями, членство в клубах элиты ─ норма жизни, которую должен обеспечивать муж.
Джованни Альберти живёт не по средствам и это приводит его к разорению. Все отворачиваются от него, жена Сильвия уходит. Кажется, выход из положения — это продать свой глаз синьору Баузетти, владельцу миллиардного состояния. Однако перед операцией Джованни охватывает страх и он пытается сбежать. Но сделать это не так легко…

## В ролях
- Альберто Сорди — Джованни Альберти
- Джанна Мария Канале — Сильвия Альберти
- Этторе Джери — синьор Баузетти
- Елена Николаи — синьора Баузетти
- Альчео Барнабеи — синьор Баратти
- Федерико Джордано — отец Сильвии
- Антонио Мамбретти — Фаравалли
- Сильвио Баттистини — Риккардо
- Сандро Мерли — синьор Дронацци
- Джон Карлсен — окулист
- Уго Сильвестри — Гардинацци
- Глория Черви — синьора Баратти
- Джино Паскуарелли — директор
- Мария Грация Бучелла — секретарша
- Мариолина Бово — синьора Фаравалли
- Феличита Транкина — мать Джованни
- Сандра Верани — синьора Дронацци
- Франко Аббиано — ассистент окулиста
- Розетта Бионди — медсестра
- Мательда Скотти — жена Риккардо
- Альфредо Дзамбуто — слуга
- Витторио Каселла — секретарь
- Альфио Вита — сосед
- Марио Чиппароне — клиент

## Съёмочная группа
- Режиссёр-постановщик: Витторио Де Сика
- Сценарист: Чезаре Дзаваттини
- Оператор: Армандо Наннуцци
- Продюсер: Дино Де Лаурентис
- Художник-постановщик: Эцио Фриджерио
- Композитор: Пьеро Пиччони
- Художник по костюмам: Люсилла Муссини
- Монтажёр: Адриана Новелли